# Arquitectura de Bangladés

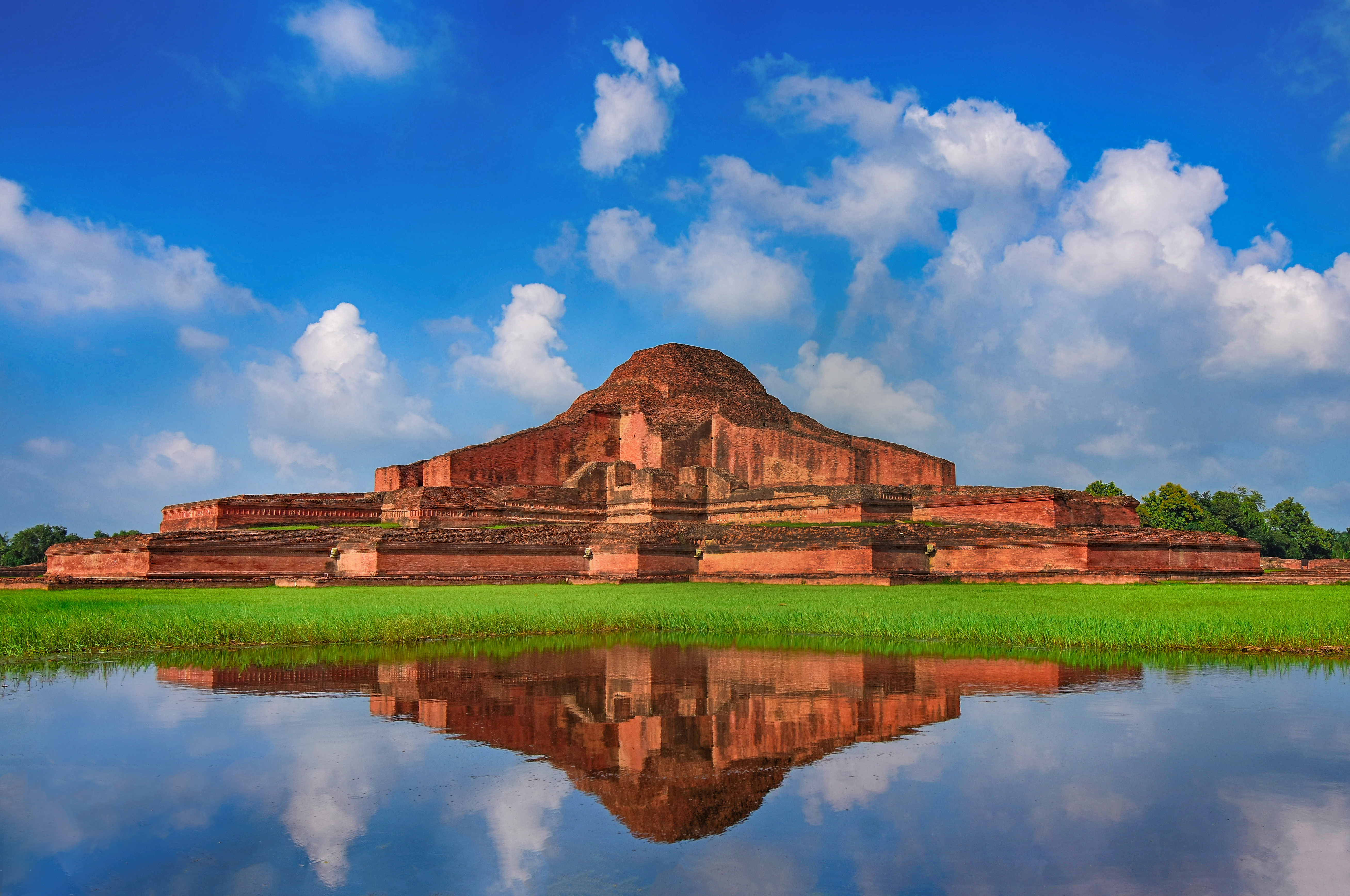
Somapura Mahavihara, Patrimonio de la Humanidad desde 1985.

La arquitectura de Bangladés está entrelazada con la arquitectura de la región de Bengala y del subcontinente indio en general. La arquitectura de Bangladés tiene una larga historia y está arraigada en la cultura, la religión y la historia de Bangladés. Ha evolucionado a lo largo de los siglos y ha asimilado influencias de comunidades sociales, religiosas y exóticas. Esta arquitectura tiene un impacto notable en el estilo de vida, la tradición y la vida cultural del pueblo de Bangladés, conservándose muchas reliquias arquitectónicas y monumentos que datan de hace miles de años.

## Arquitectura budista de Pala
El Imperio Pala fue un antiguo imperio indio de la dinastía budista que gobernó desde Bengala —que incluía el actual Bangladés— desde el siglo VIII hasta el siglo XII. Los Palas crearon una forma distintiva de arquitectura y arte bengalí conocida como la «Escuela Pala de Arte Escultórico». Las gigantescas estructuras de Vikramashila Vihar, Odantpuri Vihar y Jagaddal Vihar fueron obras maestras de los Palas. Estas estructuras fueron destruidas por el infame Muhammad Bajtiiar Jalyi. El Somapura Mahavihara, una creación del emperador Dharmapala, en Paharpur, Bangladés, es el vihara budista más grande del subcontinente indio, y ha sido descrito como un «placer a los ojos del mundo». La UNESCO lo declaró Patrimonio de la Humanidad en 1985. El estilo arquitectónico de la dinastía Pala fue seguido en todo el sureste de Asia y China, Japón y Tíbet. Bengala se ganó merecidamente el nombre de «Dama del Este». La doctora Stella Kramrisch dice: «El arte de Bihar y Bengala ejerció una influencia duradera en el de Nepal, Birmania, Ceilán y Java». Dhiman y Vittpala fueron dos célebres escultores del imperio Pala. Sobre Somapura Mahavihara, J.C. French dice con pena: «Para la investigación de las Pirámides de Egipto gastamos millones de dólares cada año. Pero si hubiéramos gastado únicamente el uno por ciento de ese dinero en la excavación de Somapura Mahavihara, quién sabe qué descubrimientos extraordinarios se podrían haber hecho».

## Arquitectura indoislámica
El sultanato de Bengala fue una época de la dinastía Nawab musulmana de origen centroasiático que gobernó independientemente del imperio Mogol de 1342 a 1576. La mayor parte de la arquitectura musulmana del período se encuentra en la histórica región de Gaur, la actual división de Rajshahi y el distrito de Malda en Bengala Occidental. La arquitectura de la época se caracteriza por el desarrollo de un único estilo local influenciado por las tradiciones arquitectónicas bengalíes. La arquitectura del sultanato se ejemplifica en estructuras tales como Mezquita de los Sesenta Pilares, Mezquita Shona y Mezquita Kusumba.

## Arquitectura mogola
En 1576, gran parte de Bengala quedó bajo el control del Imperio mogol. En ese momento, Daca emergió como la base militar de los mogoles. El desarrollo de los municipios y la vivienda había dado lugar a un crecimiento significativo de la población, ya que la ciudad fue proclamada por el subedar Islam Khan I como capital de Subah de Bengala en 1608, durante este tiempo se construyeron muchas mezquitas y fortalezas. Bara Katra fue construida entre 1644 y 1646 para ser la residencia oficial del príncipe mogol Sha Shuja, el segundo hijo del emperador Sha Jahan.
La arquitectura india mogol en la actual Bangladés alcanzó su apogeo durante el reinado del subedar Shaista Khan, quien alentó la construcción de municipios modernos y obras públicas en Daca, lo que condujo a una expansión urbana y económica masiva. Fue un mecenas de las artes y alentó la construcción de majestuosos monumentos en toda la provincia, incluidas mezquitas, mausoleos y palacios que representaban lo mejor de la arquitectura mogol. Khan amplió enormemente el Fuerte Lalbagh (conocido como el Fuerte Aurangabad), la Mezquita del Bazar Chowk, Mezquita Saat y Choto Katra. También supervisó la construcción del mausoleo de su hija Bibi Pari.

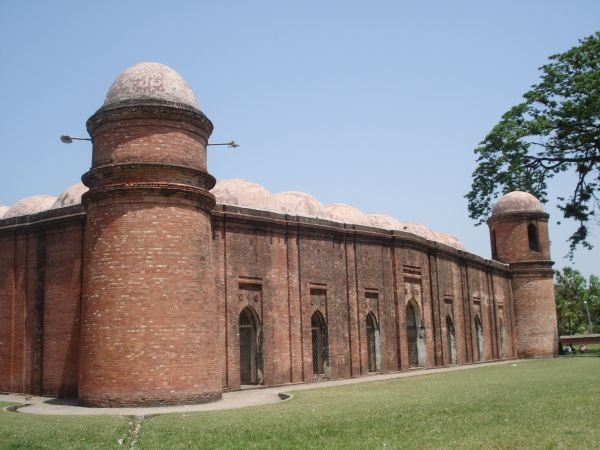
La Mezquita de los Sesenta Pilares patrimonio de la Humanidad por la UNESCO, Bagerhat.
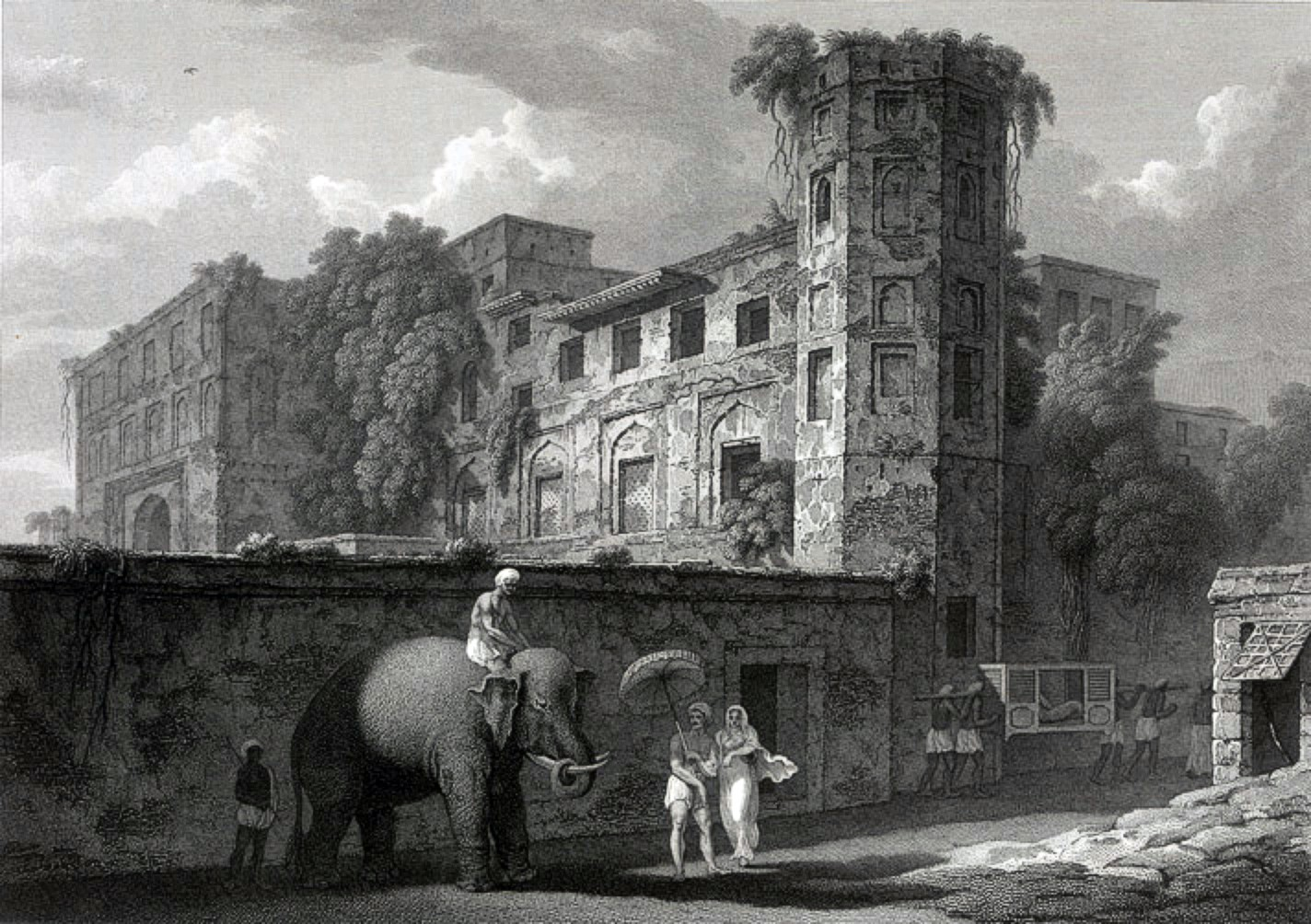
Grabado de Bara Katra, realizado en 1823 por Charles D'Oyly.
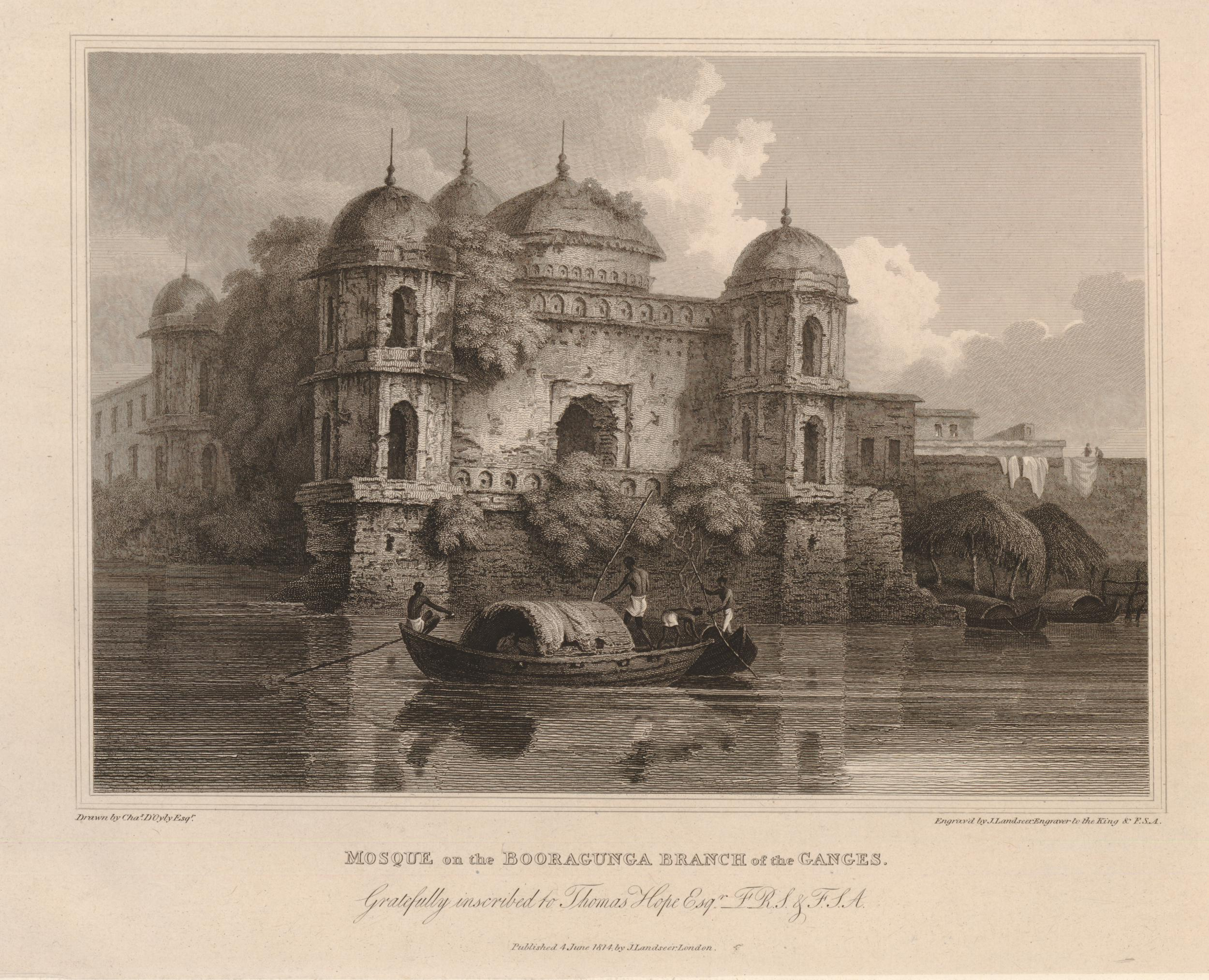
La Mezquita Saat a orillas del río Buriganga en el siglo XIX.
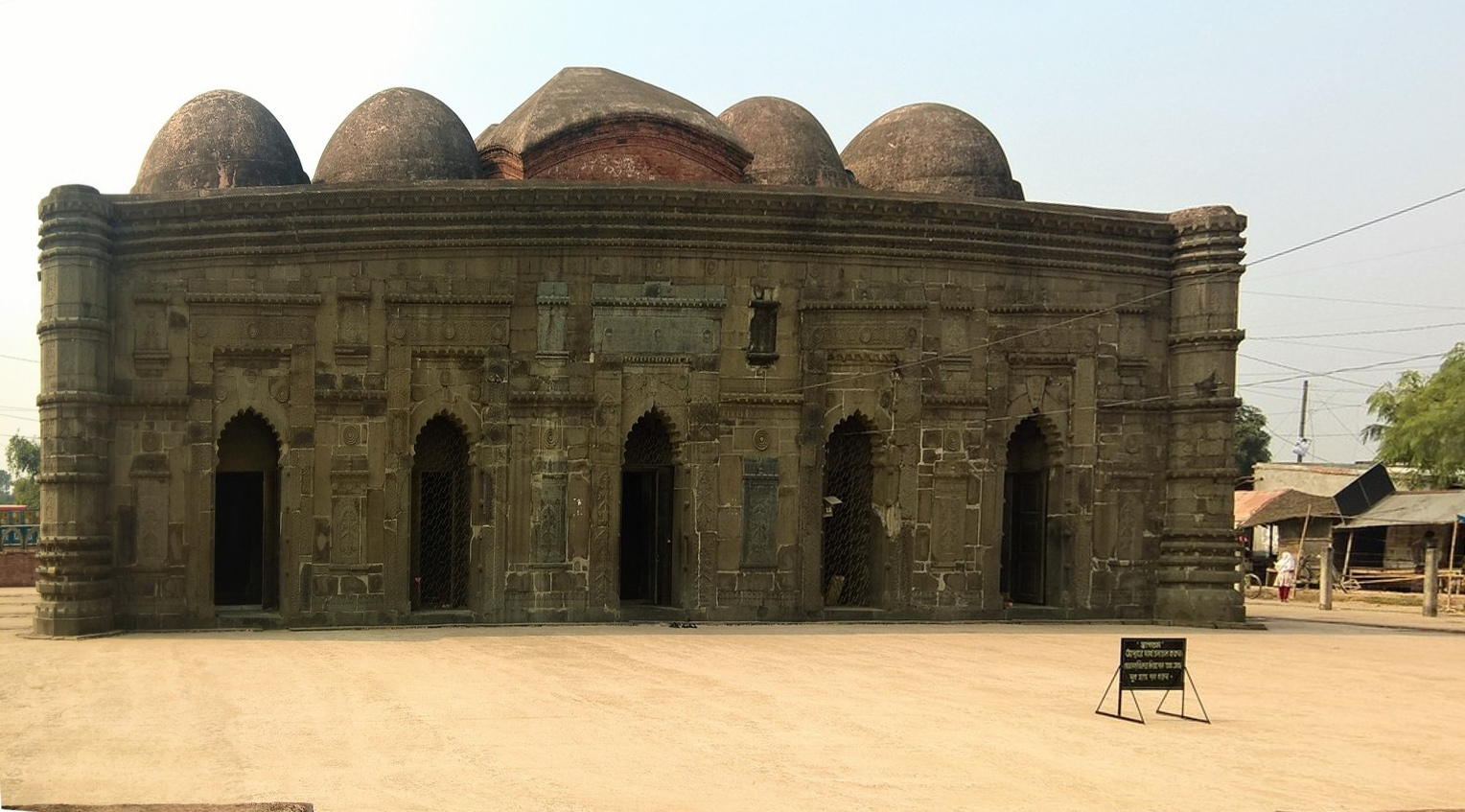
La Mezquita Chhoto Shona.
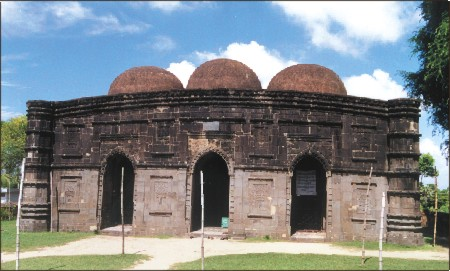
La Mezquita de Kusumba.
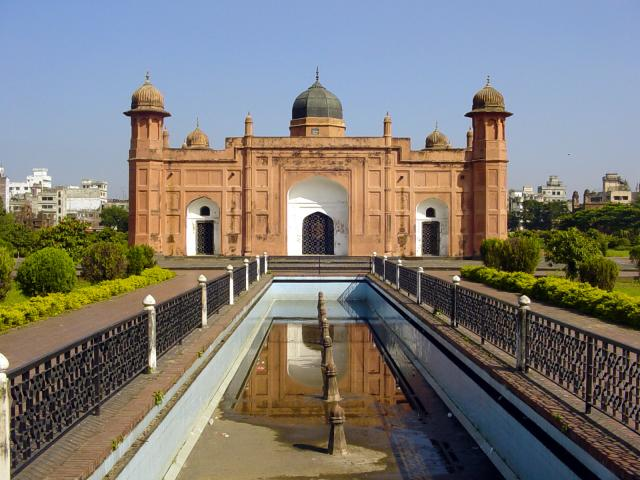
El Palacio Larbagh construido por el emperador Sha Jahan.

## Arquitectura de templos en terracota
Gran parte de la arquitectura de templos en terracota en Bangladés se remonta a finales del período islámico y principios del período británico, durante el cual los zamindares hindúes ricos encargaron estas estructuras.
Estilos de arquitectura de los templos:
- Ek-bangla, tiene un techo curvo con dos lados inclinados.
- Jor-bangla, tiene un techo de estilo ek-bangla (o do-chala), con dos segmentos curvos que se encuentran en una cresta curvada.
- Ek-chala, de un único piso, en alguna ocasión tiene un segundo piso construido en un techo inclinado.
- Do-chala, tiene un techo curvo con dos lados inclinados.
- Char-chala , tiene un techo curvo compuesto por cuatro segmentos triangulares.
- En Chala, la estructura base es similar al estilo del templo char-chala de cuatro lados, pero con una pequeña réplica del templo base en la parte superior.
- Deul, eran generalmente más pequeños e incluían rasgos influidos por la arquitectura islámica.
- Ek-ratna, la estructura de la base es similar al estilo del templo char-chala de cuatro lados, pero el techo es bastante diferente, con una torre en el centro.
- Pancharatna, tiene cinco pabellones o torres en el techo; cuatro están colocados en las esquinas del nivel principal, y uno arriba.
- Navaratna, incorpora dos niveles principales, cada uno con cuatro pabellones de esquina, y un pabellón central arriba, con un total de nueve agujas.

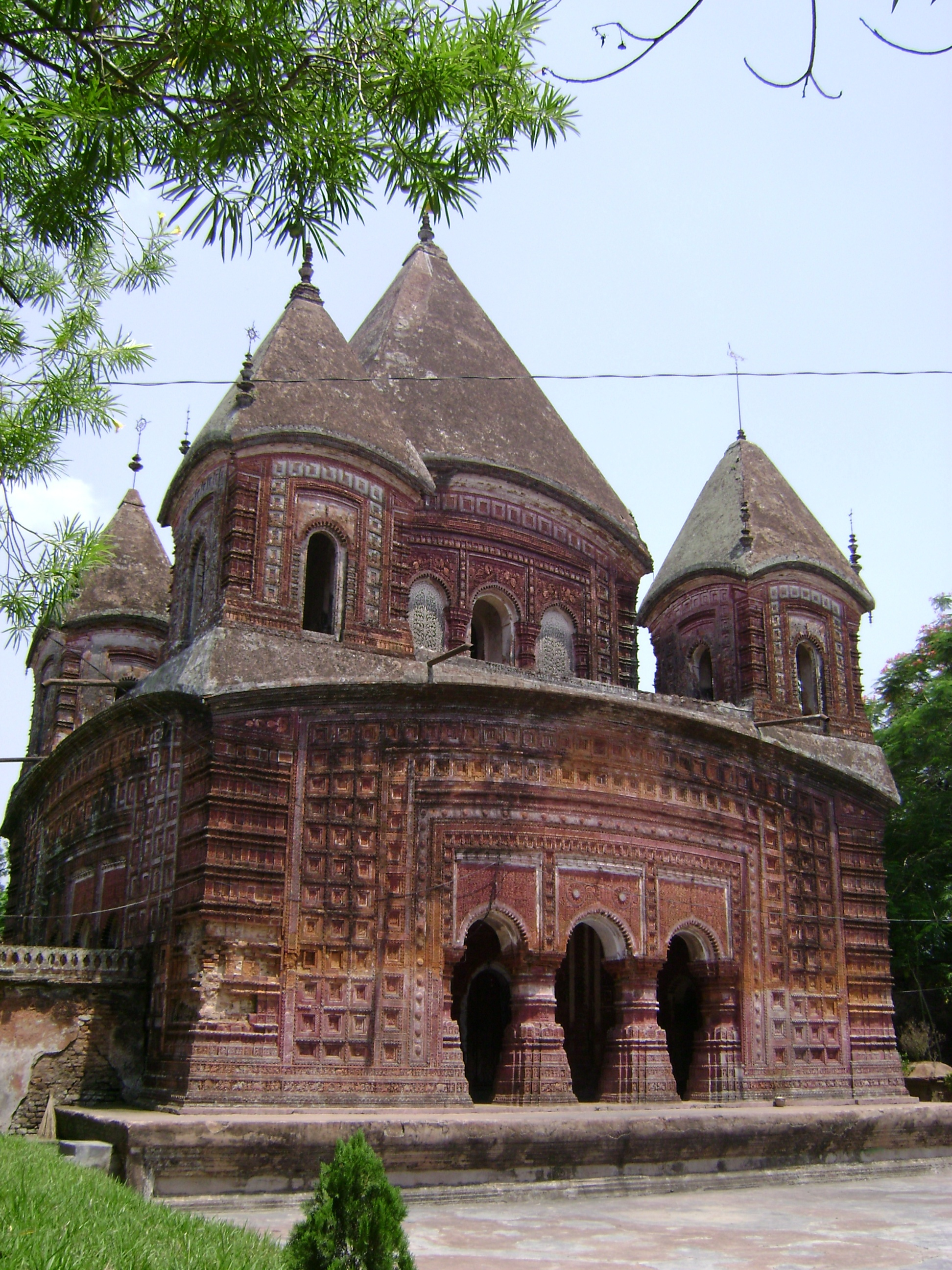
Arquitectura Pancharatna en el complejo del templo de Puthia, Rajshahi
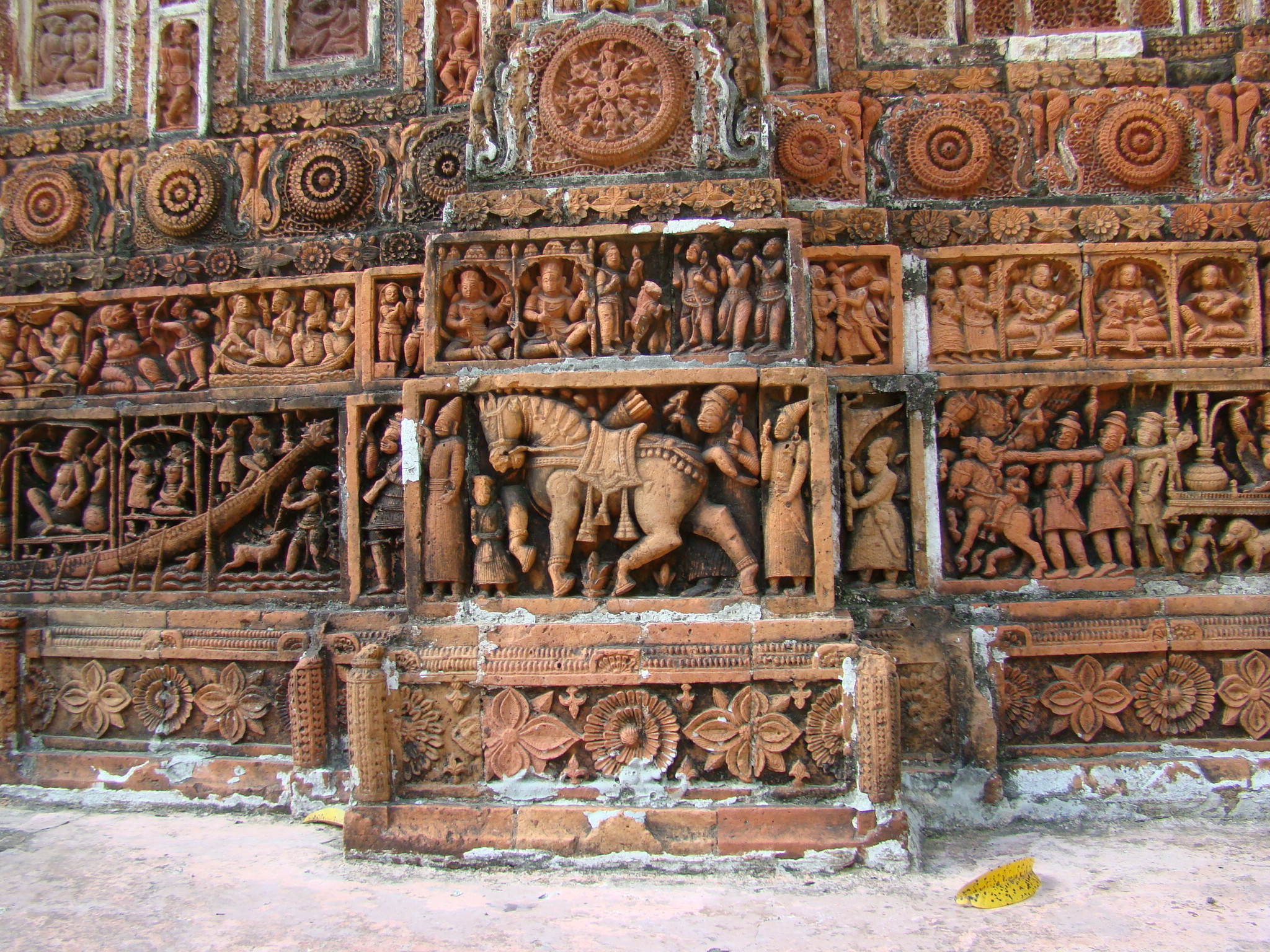
Diseños de terracota exteriores del Templo de Kantajew, Dinajpur
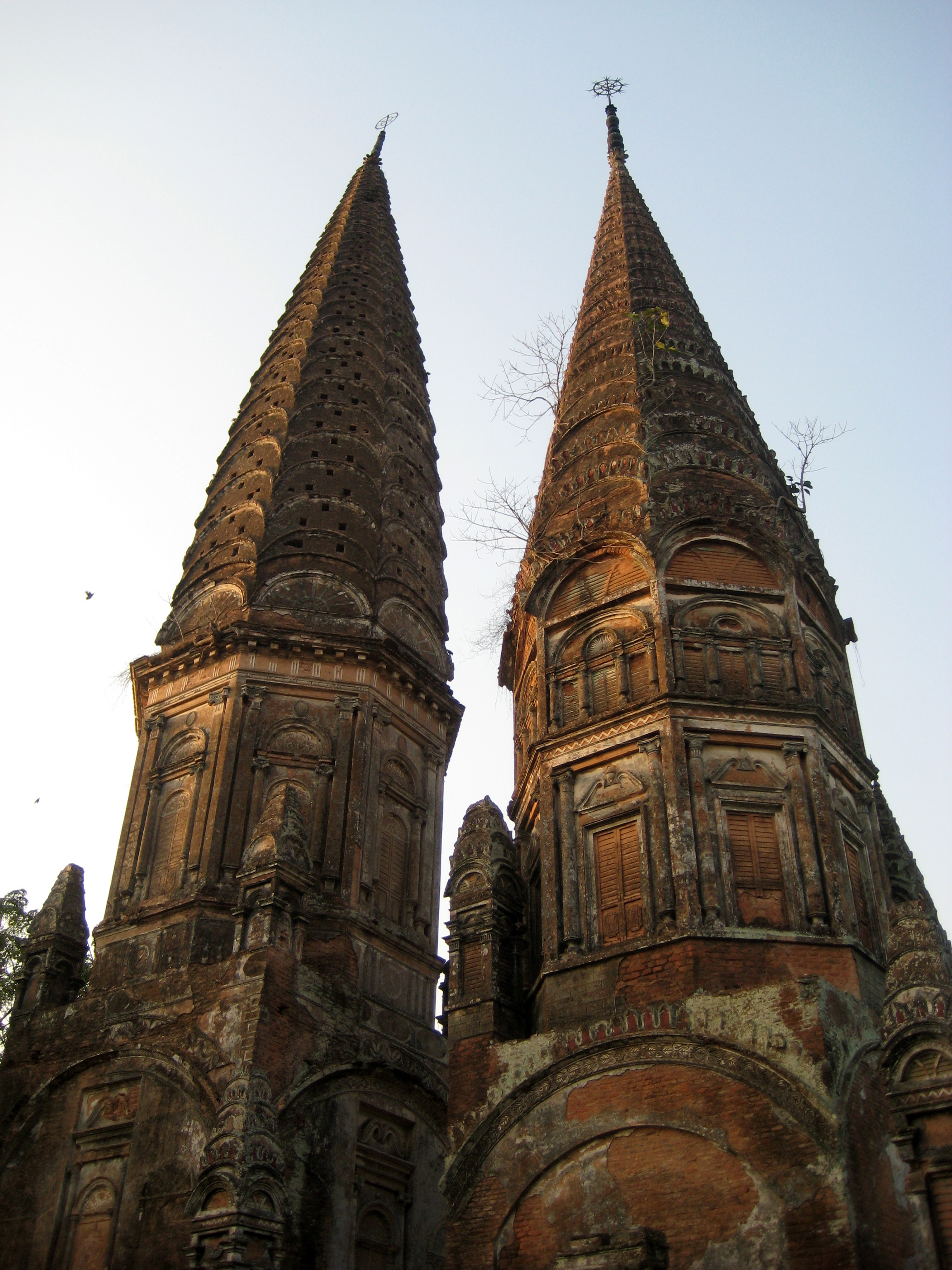
Templos gemelos de Sonarang en Munshiganj

## Período británico

### Arquitectura estilo bungaló común

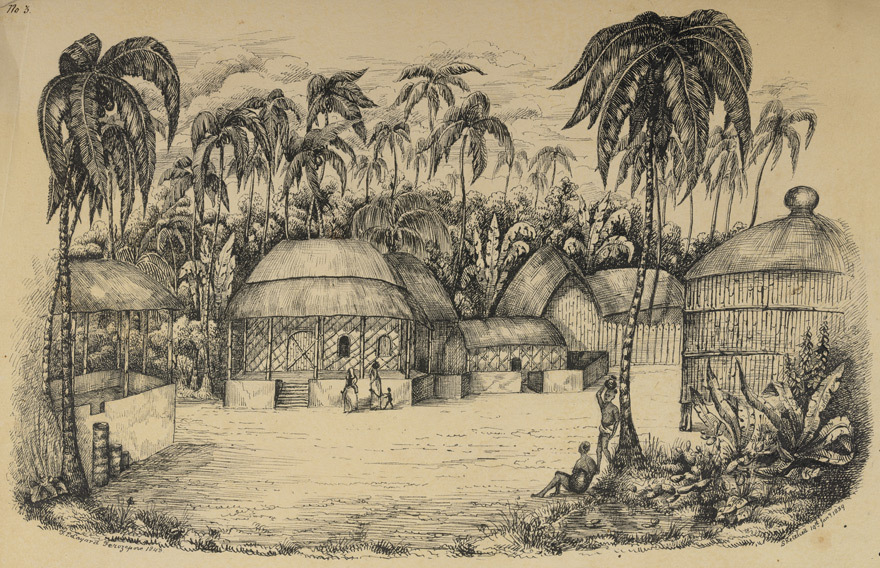
Village in a clearing Sundarbans, por Frederic Peter Layard, enero de 1839

El origen del bungaló tiene sus raíces en la histórica provincia de Bengala.  El término baṅgalo, que significa «bengalí» y se utiliza de manera elíptica para designar una «casa de estilo bengalí». Estas casas eran tradicionalmente pequeñas, de una única planta y aisladas, y tenían una amplia galería adaptada por los británicos, que las utilizaban como casas para los administradores coloniales en los retiros de verano en el Himalaya y en los recintos fuera de las ciudades de la India. Las casas de estilo bungaló siguen siendo muy populares en la Bengala rural. En las zonas rurales de Bangladés, a menudo se le llama Bangla Ghar (Casa de estilo bengalí). El principal material de construcción utilizado en la época moderna son las chapas de acero corrugado. Anteriormente se habían construido de madera, bambú y una especie de paja llamada khar. El khar se utilizó en el techo de la casa bungaló y mantenía la casa fría durante los días calurosos de verano. Otro material de cubierta para las casas bungaló han sido las tejas de arcilla roja.

### Nueva arquitectura indo-sarracena
En la época colonial británica se desarrollaron edificios predominantemente representativos del estilo indoeuropeo, a partir de una mezcla de componentes principalmente indios, europeos y centroasiáticos —islámicos—. Entre las obras más destacadas se encuentran Ahsan Manzil en Daca y el Palacio de Tajhat en la ciudad de Rangpur.

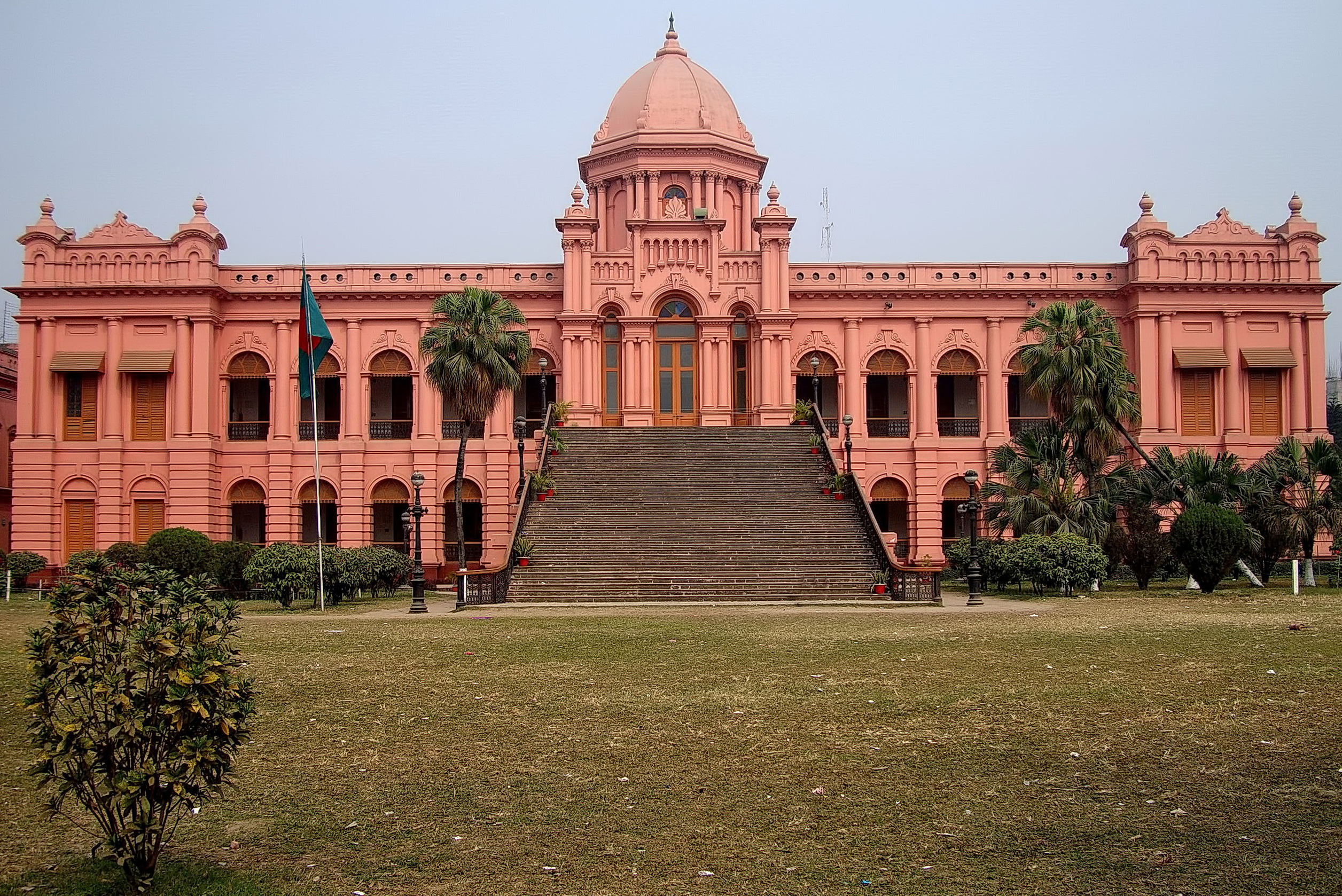
Ahsan Manzil en Daca
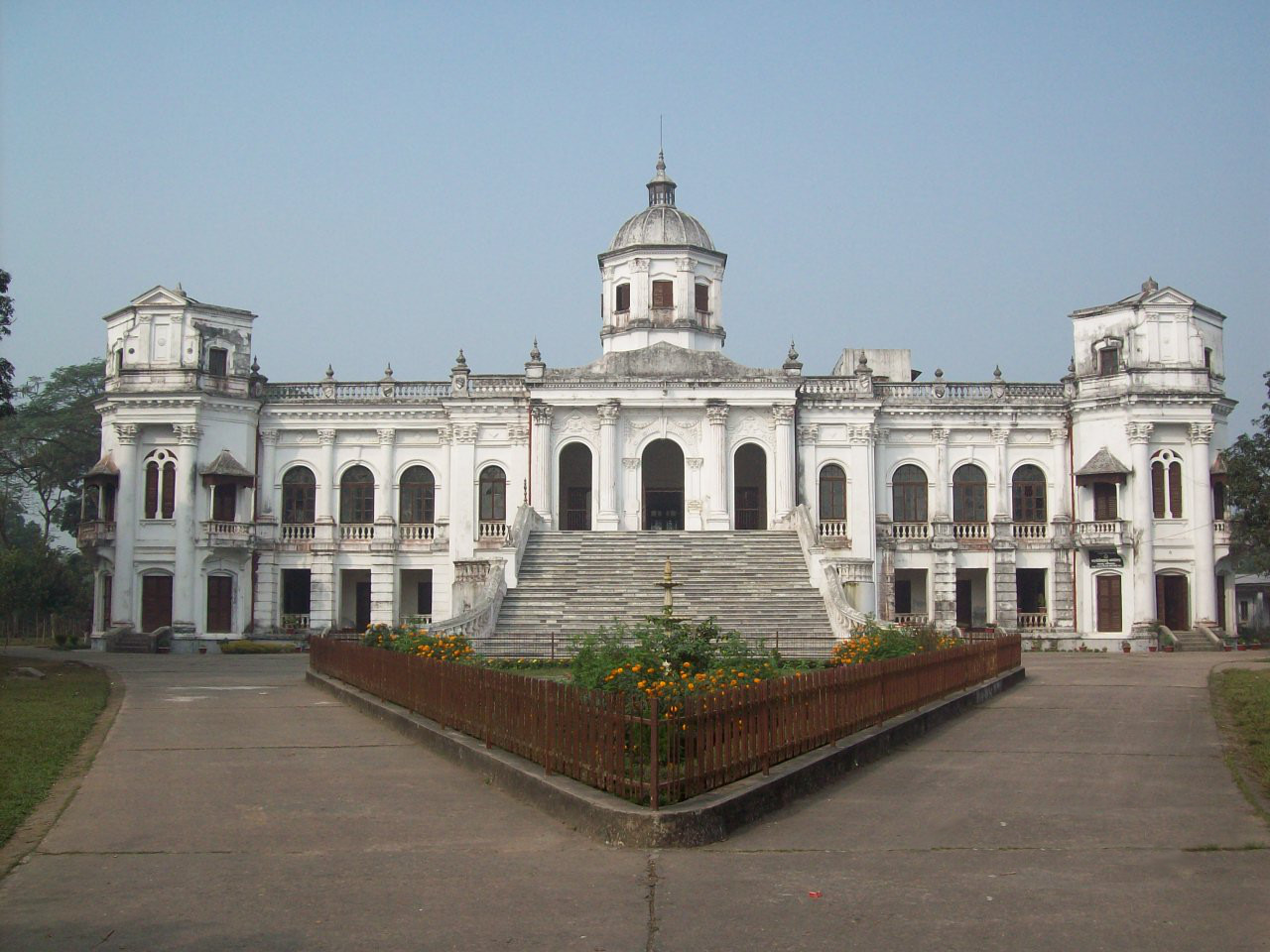
Palacio de Tajhat en Rangpur
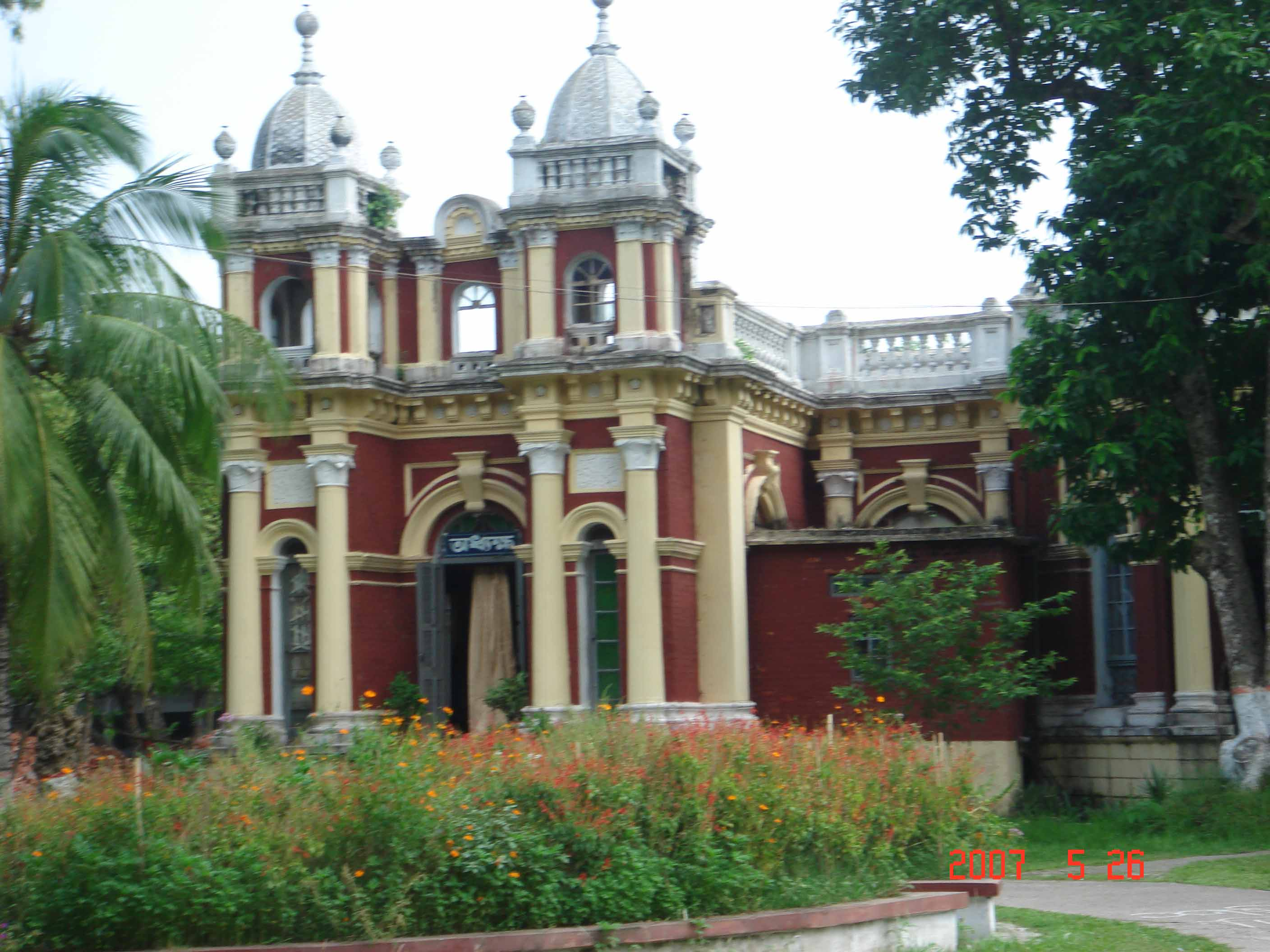
Shoshi Lodge en Mymensingh
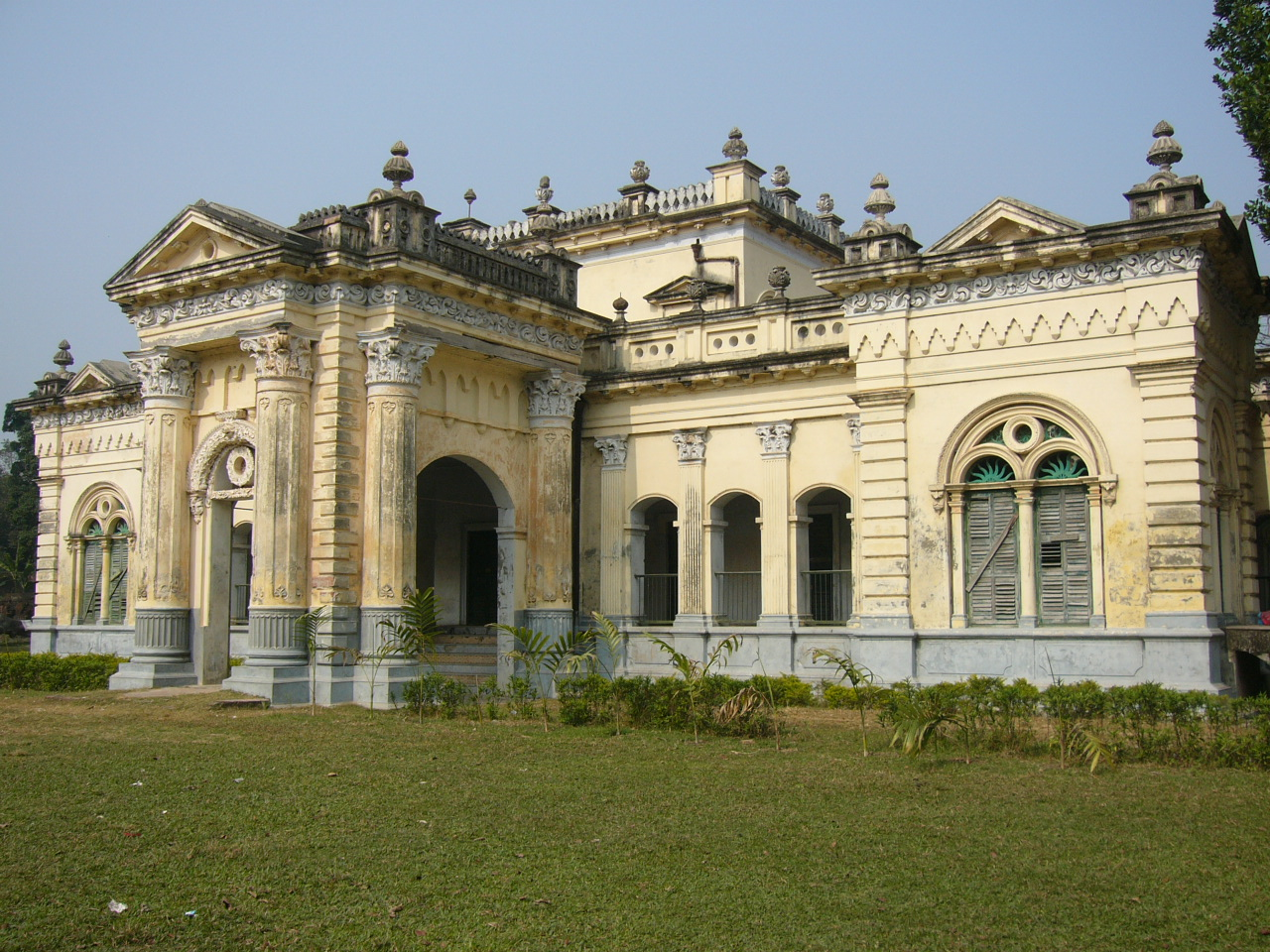
Natore Rajbari

## Arquitectura moderna de Bangladés
En el contexto moderno, la arquitectura de Bangladés se ha diversificado más y comprende reflejos de atributos arquitectónicos contemporáneos y aspectos estéticos y tecnológicamente avanzados. Desde los inicios de la independencia de Bangladés, el avance económico ha impulsado la arquitectura desde sus formas tradicionales hasta el contexto contemporáneo. Con la creciente urbanización y modernización, la forma arquitectónica se está convirtiendo en modernidad, cubriendo una amplia gama de su patrimonio y tradición. La arquitectura de la ciudad puede proporcionar una visión de la historia y la vida del pueblo bangladeshí.
Muzharul Islam está considerado el padre de la arquitectura moderna en su país. Entre sus obras destacan la Biblioteca Pública de Daca (1955), la Facultad de Bellas Artes de la Universidad de Daca (1953–1954), el Instituto Nacional de Administración Pública (1964), la sede de la Sociedad para el Desarrollo Agrícola (1968), la Universidad de Jahangirnagar (1971), las viviendas para obreros de la Joypurhat Cement and Limestone Factory (1979), la Biblioteca Nacional (1980) y los Archivos Nacionales en Daca (1981). También jugó un papel determinante en la elección de Louis Kahn como arquitecto de la nueva Asamblea Nacional en Daca (1962-1984).

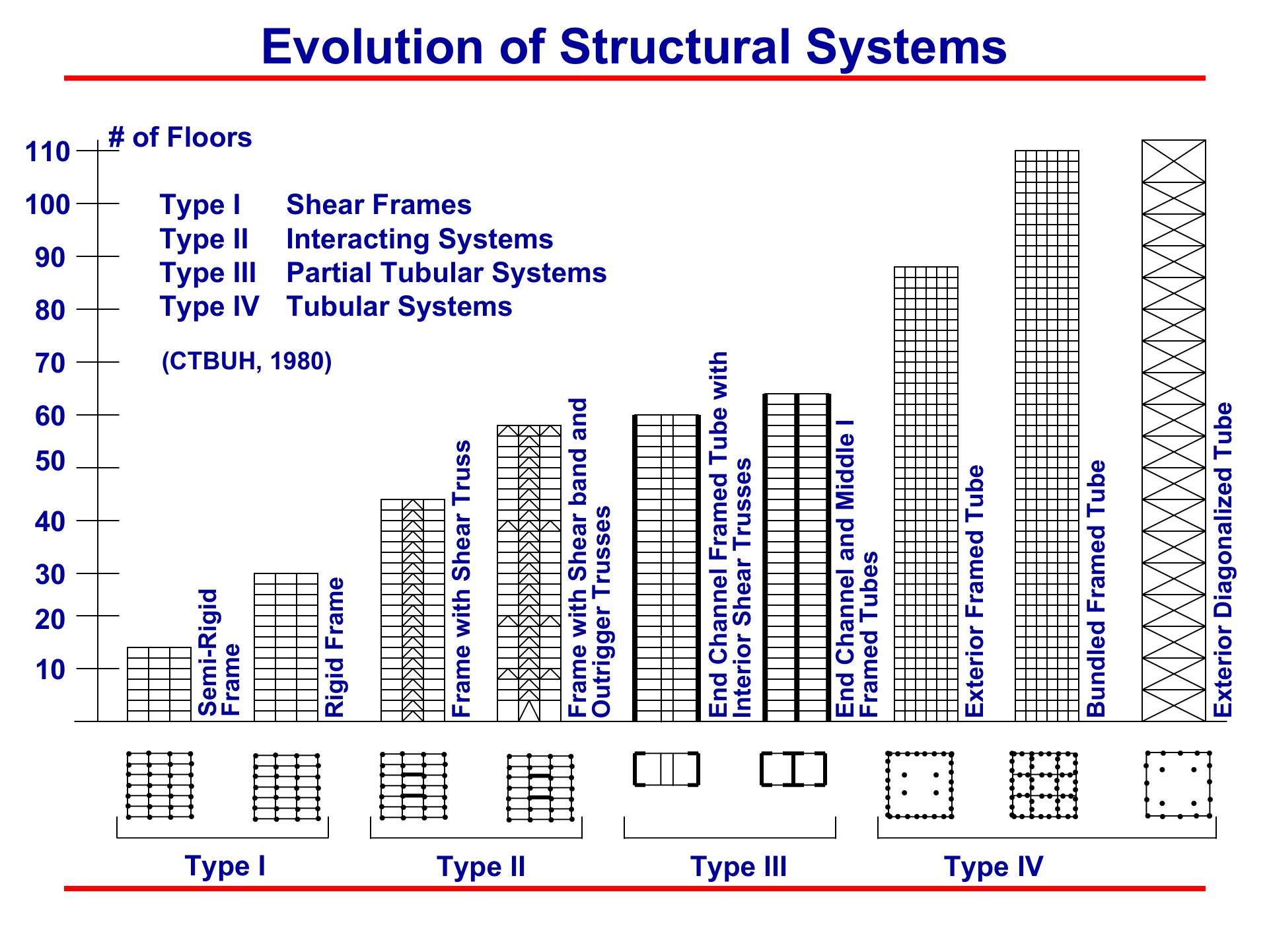

Fazlur Rahman Khan fue el ingeniero estructural y arquitecto, que inició sistemas estructurales que son fundamentales para el diseño de edificios altos hoy en día. Considerado como el «Einstein de la ingeniería estructural», sus «diseños tubulares» para edificios de gran altura revolucionaron el diseño de edificios altos.  La mayoría de los edificios de más de 40 plantas construidos desde la década de 1960 utilizan ahora un diseño de tubos derivado de los principios de ingeniería estructural de Khan. Es el diseñador de la Torre Willis- el segundo edificio más alto de los Estados Unidos (una vez fue el más alto del país y el más alto en el mundo durante muchos años), el 875 North Michigan Avenue, el Aeropuerto Internacional Rey Abdulaziz, etc. Las innovaciones de Fazlur Rahman no únicamente hacen que los edificios sean estructuralmente más fuertes y eficientes, sino que también reducen significativamente el uso de materiales —económicamente mucho más eficientes— y, al mismo tiempo, permiten que los edificios alcancen alturas todavía mayores. Los sistemas tubulares permiten un mayor espacio interior y permiten que los edificios adopten formas diversas, ofreciendo una libertad sin precedentes a los arquitectos. También inventó el sky lobby para edificios altos y ayudó a iniciar el uso generalizado de computadoras para ingeniería estructural. Fazlur Rahman es el principal ingeniero de estructuras del siglo XX que dejó una influencia sin precedentes y duradera en la profesión, tanto a nivel nacional como internacional. Más que cualquier otro individuo, marcó el comienzo de un renacimiento en la construcción de rascacielos durante la segunda mitad del siglo XX, e hizo posible que las personas vivan y trabajen en «ciudades en el cielo». Khan creó un gran legado de innovaciones y se convirtió en un icono tanto en arquitectura como en ingeniería estructural.

## Galería

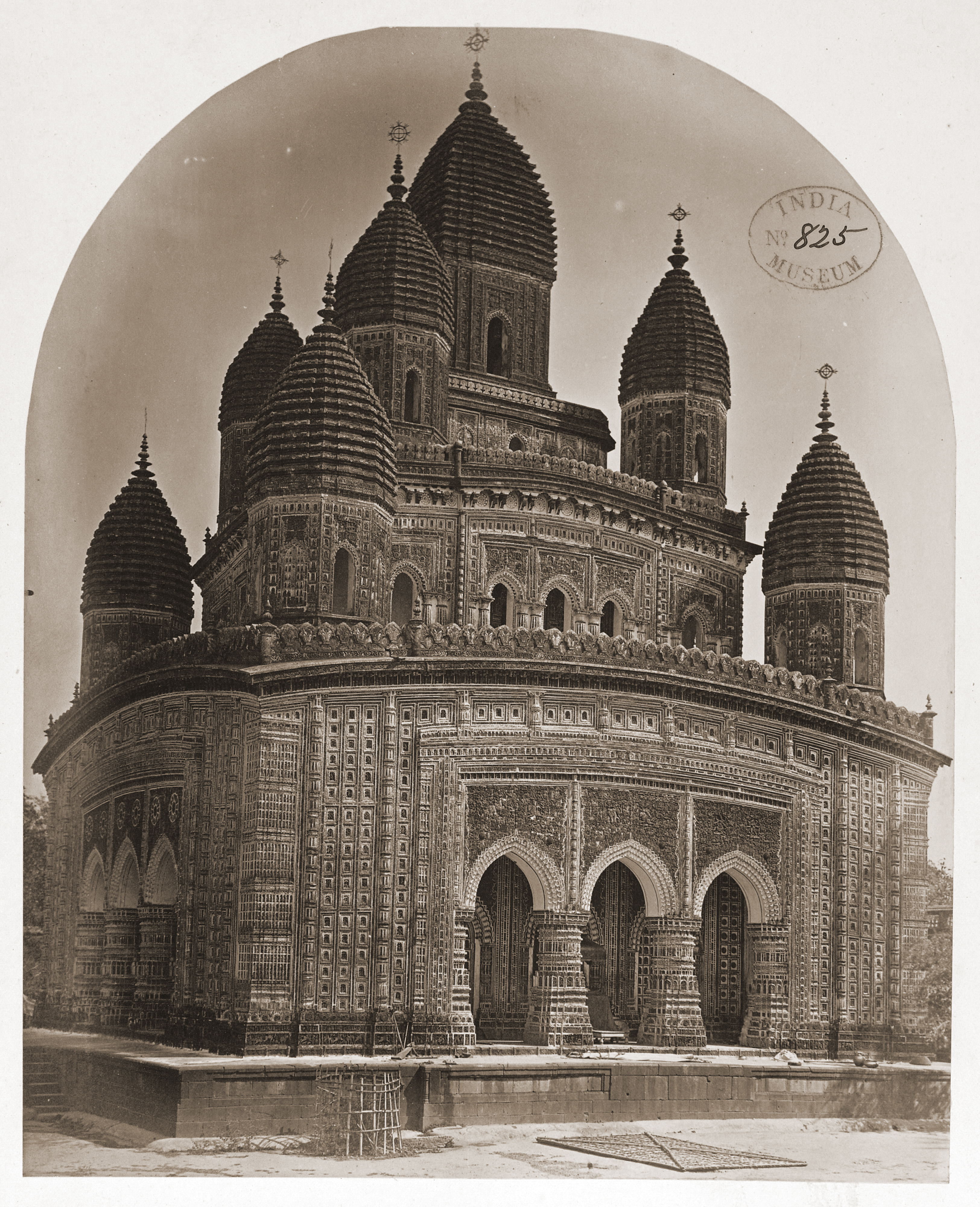
1752. Templo de Kantajew, gran ejemplo de la arquitectura de Bangladés.
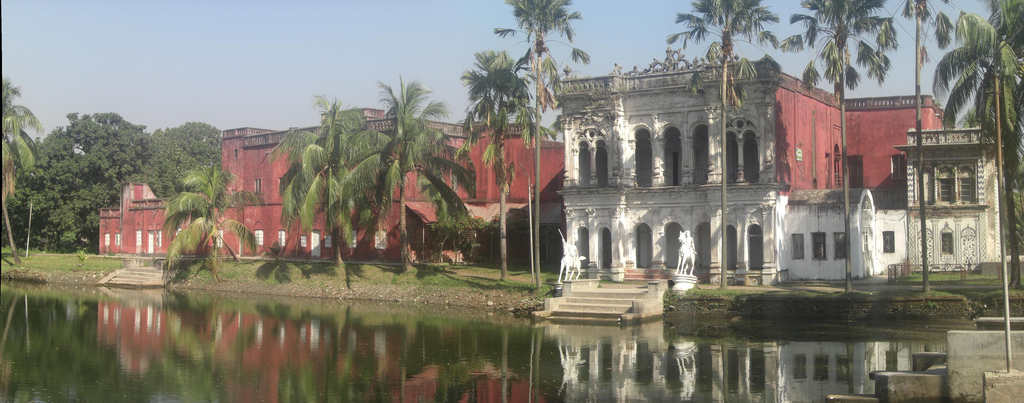
Sonargaon,capital histórica de la Confederación Baro-Bhuyan.
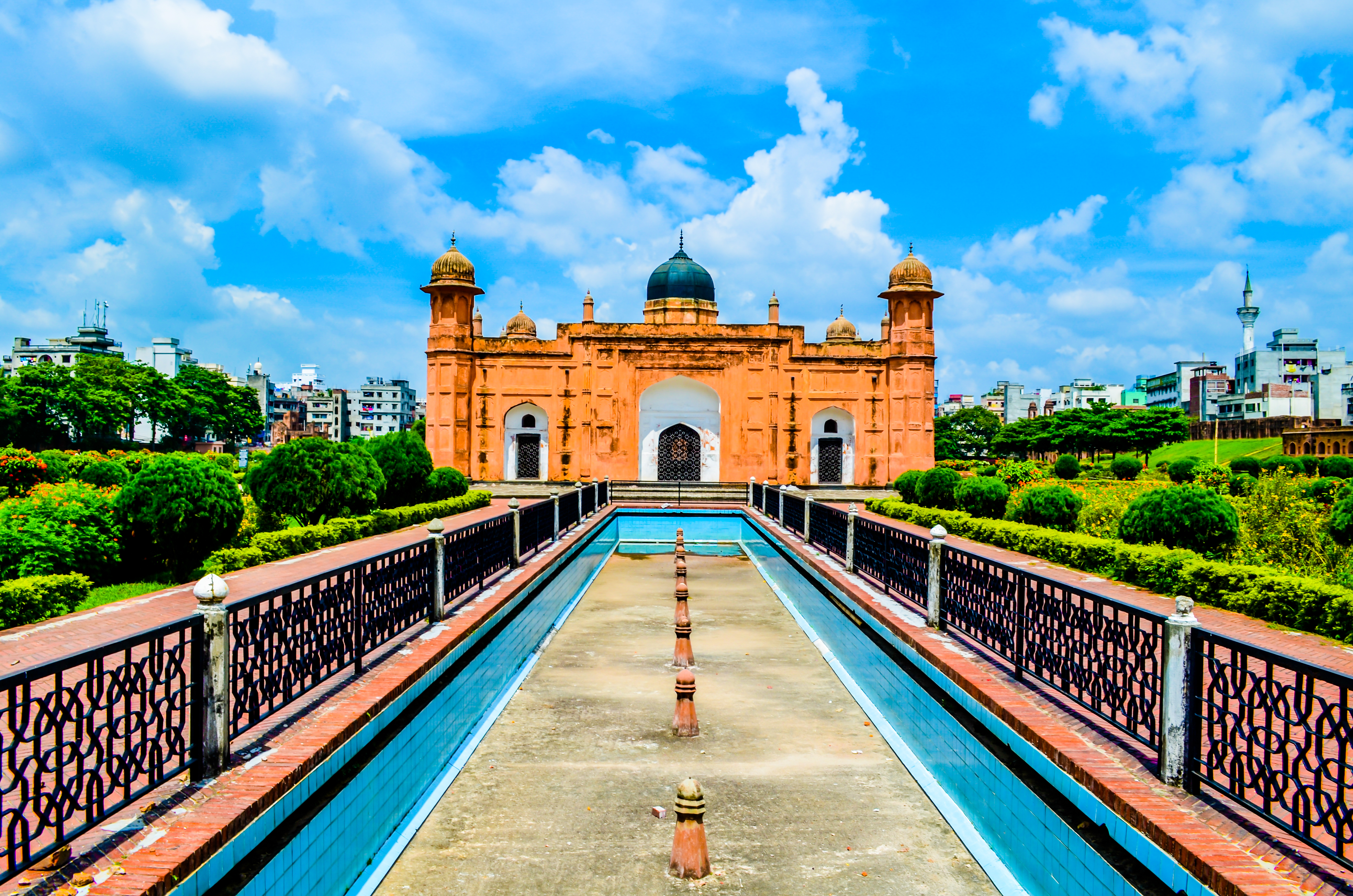
Fuerte Lalbagh, el centro del poder militar mogol en Daca.
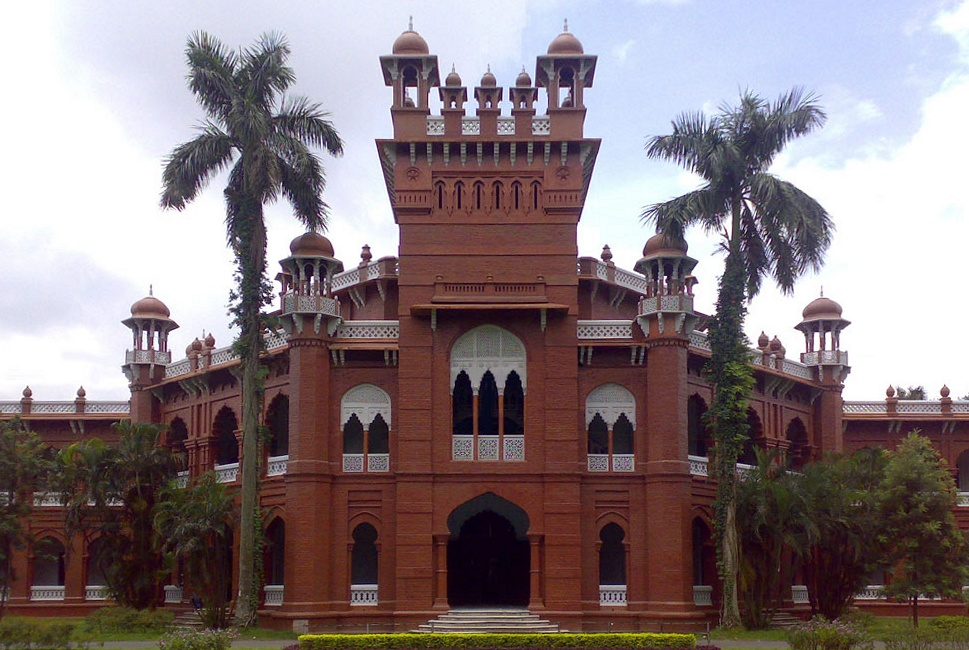
Curzon Hall de la Universidad de Daca construido durante el tiempo de Raj británico.
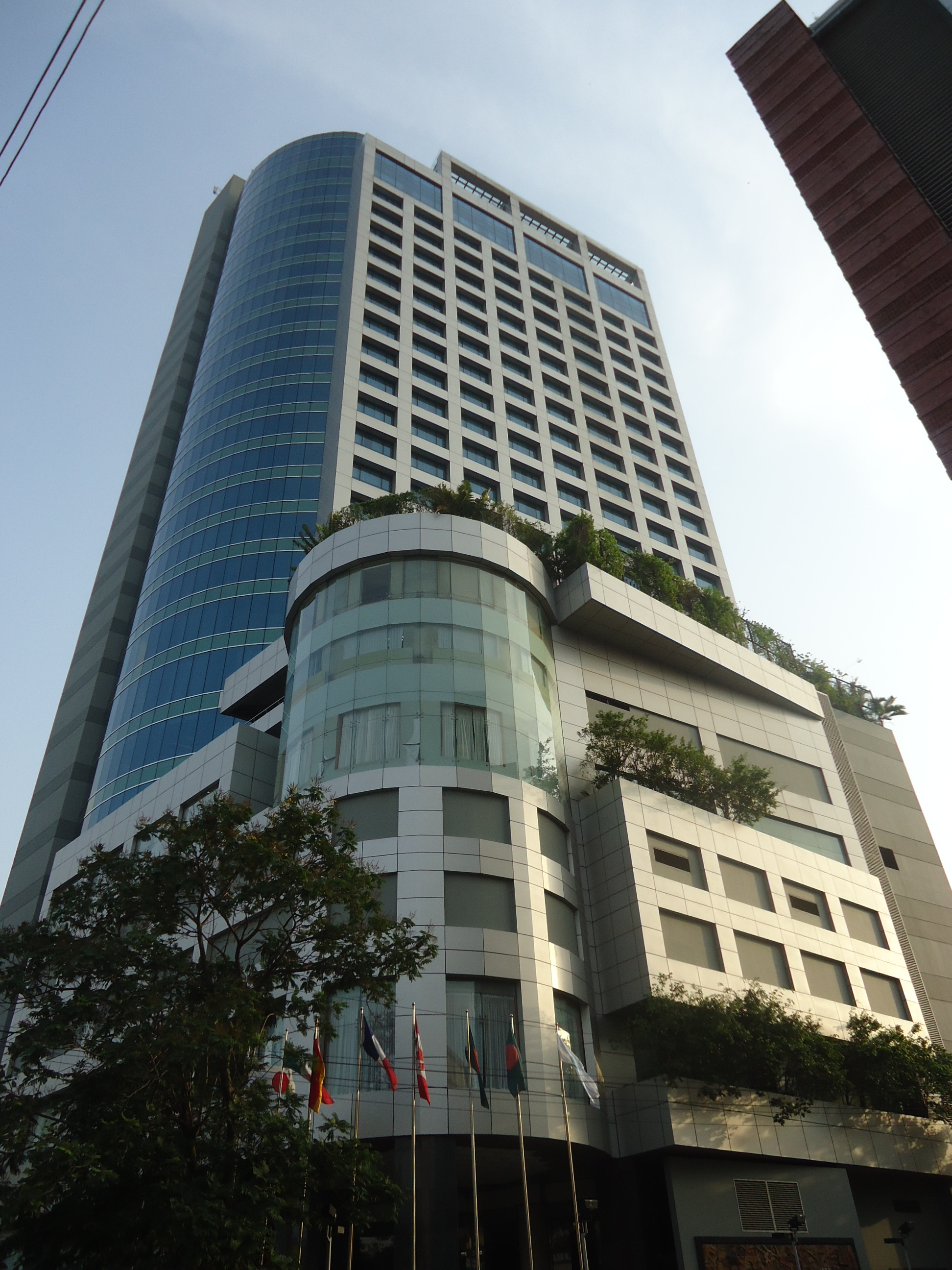
Westin Daca
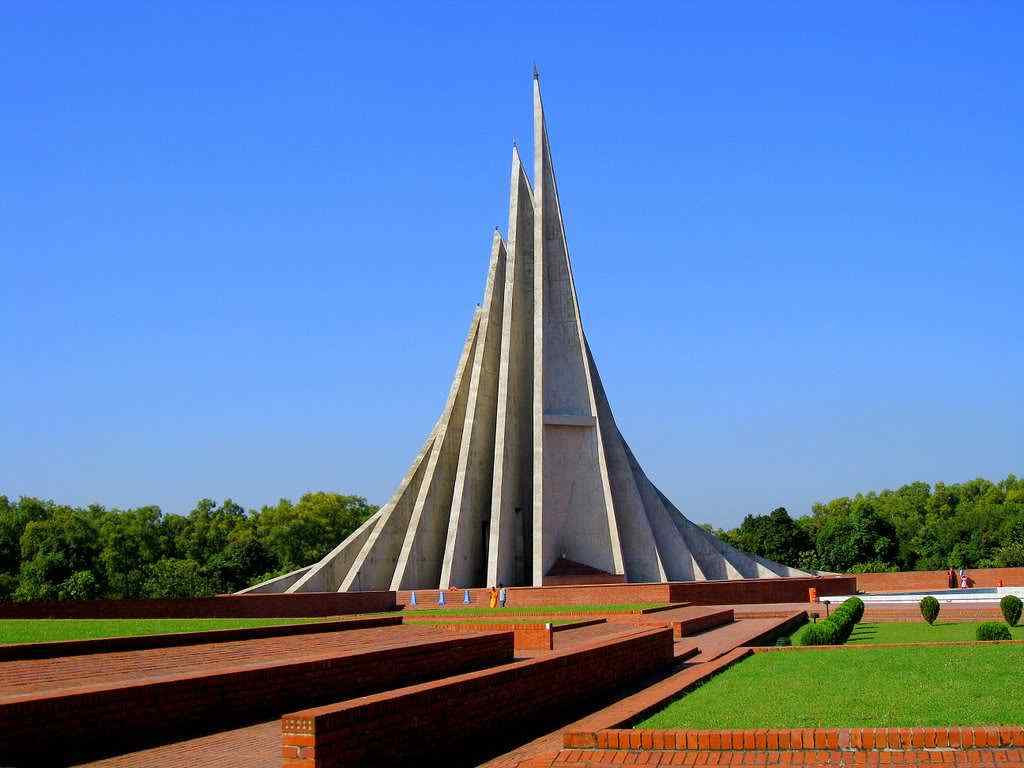
Jatiyo Smriti Soudho, un homenaje a los mártires de la guerra de liberación, también es un hito arquitectónico.
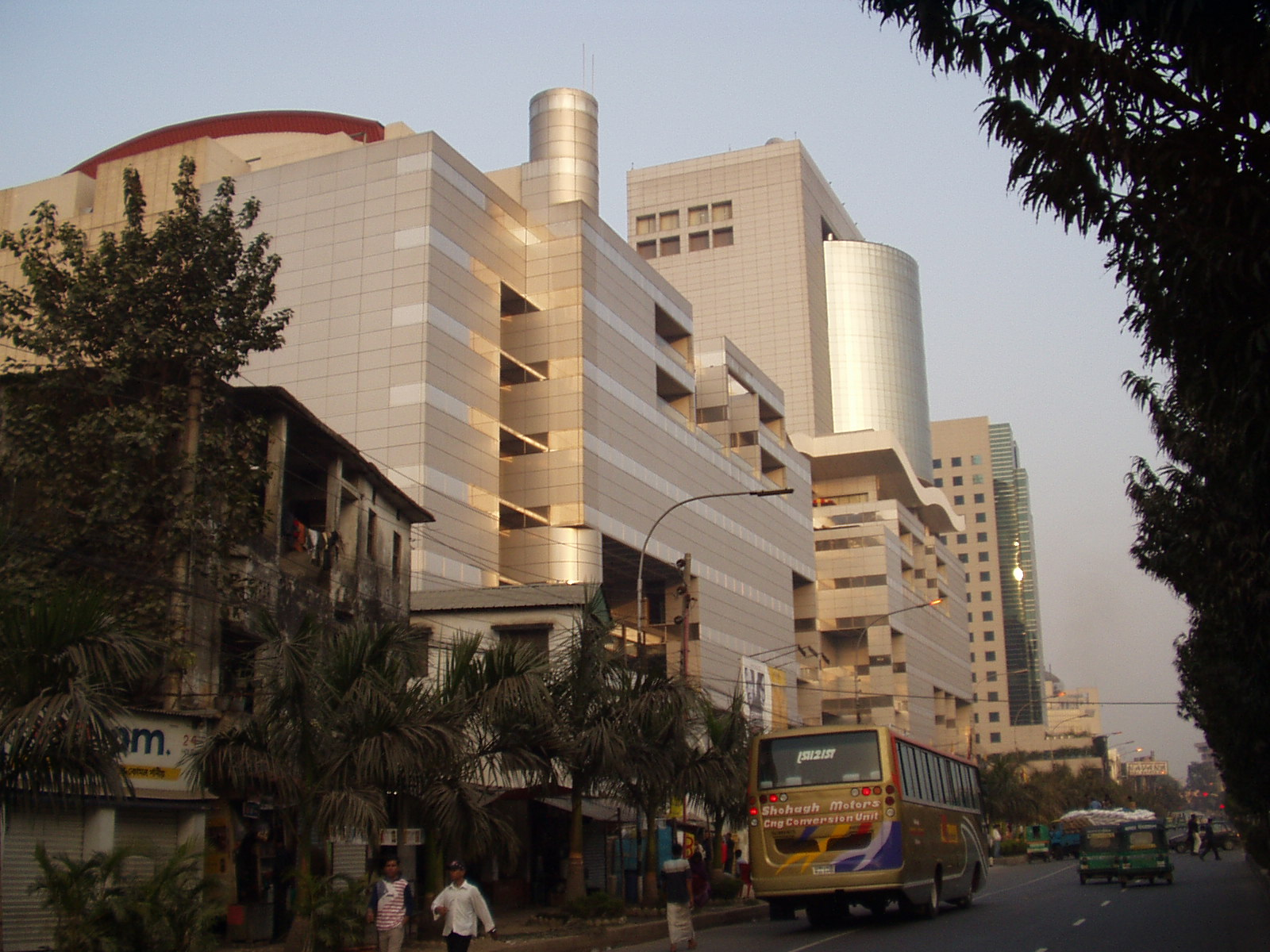
Vista exterior de Bashundhara City, Daca
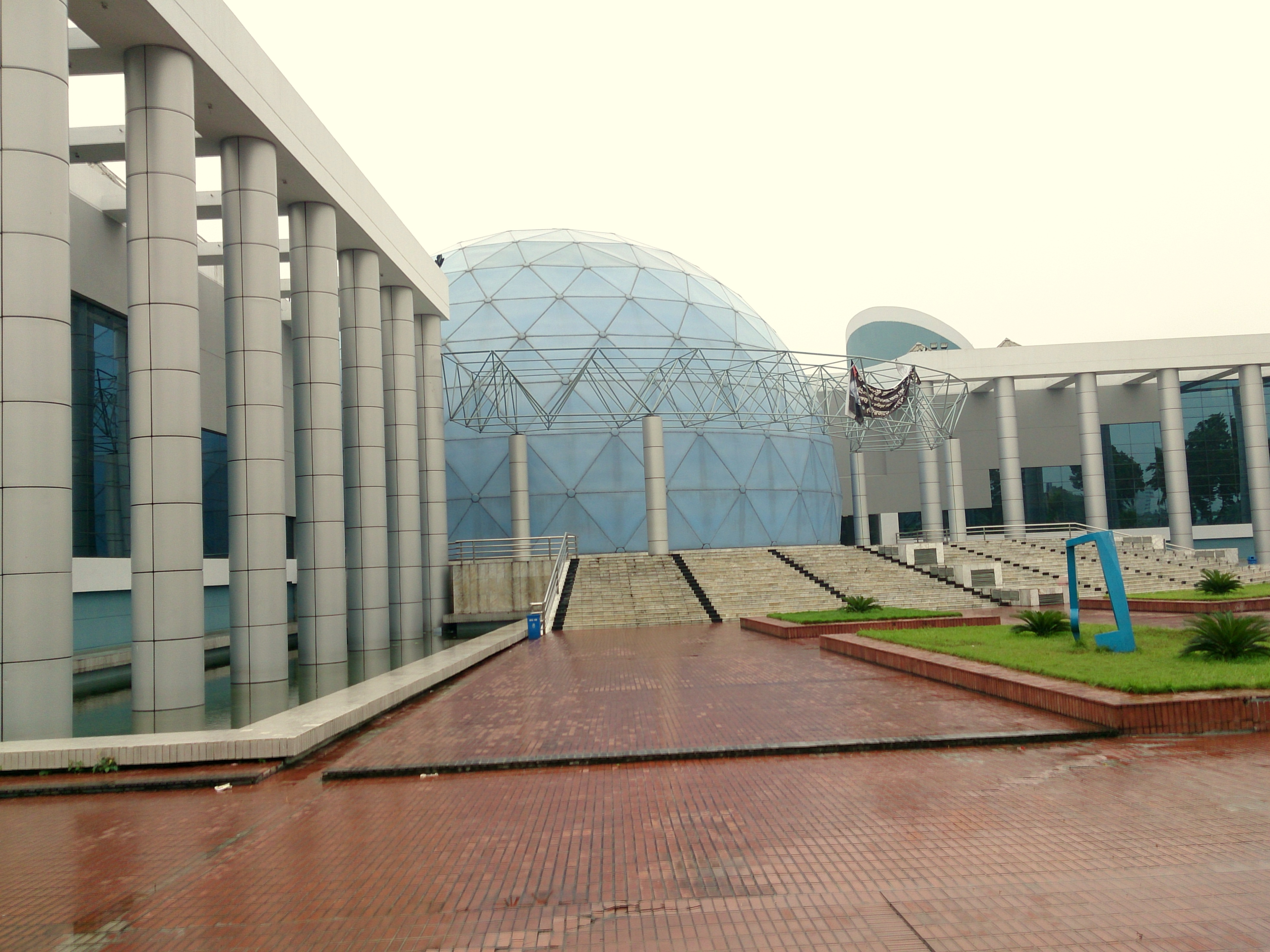
Bangabandhu Novo Theatre (Planetarium)
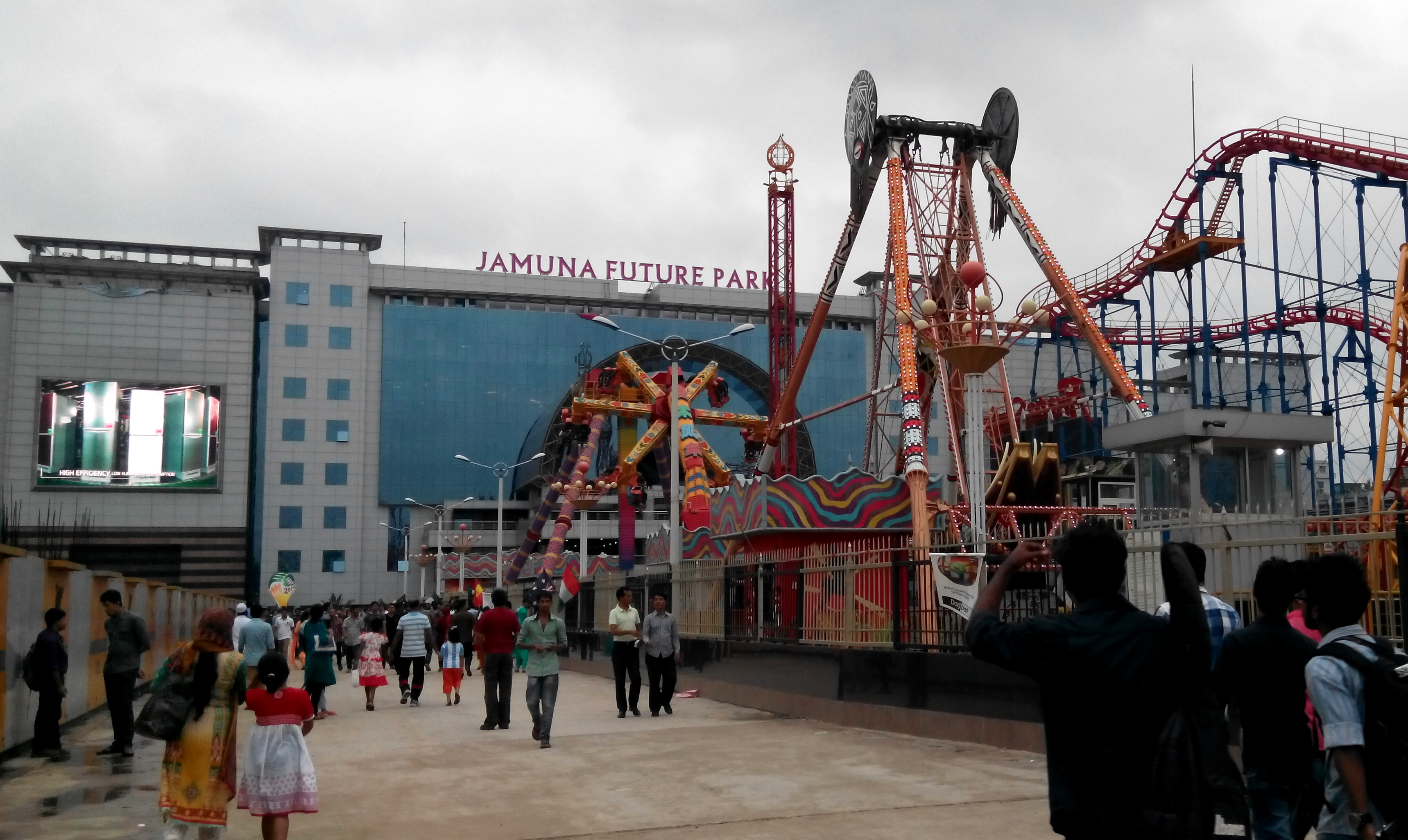
Jamuna Future Park, el 12º centro comercial más grande del mundo
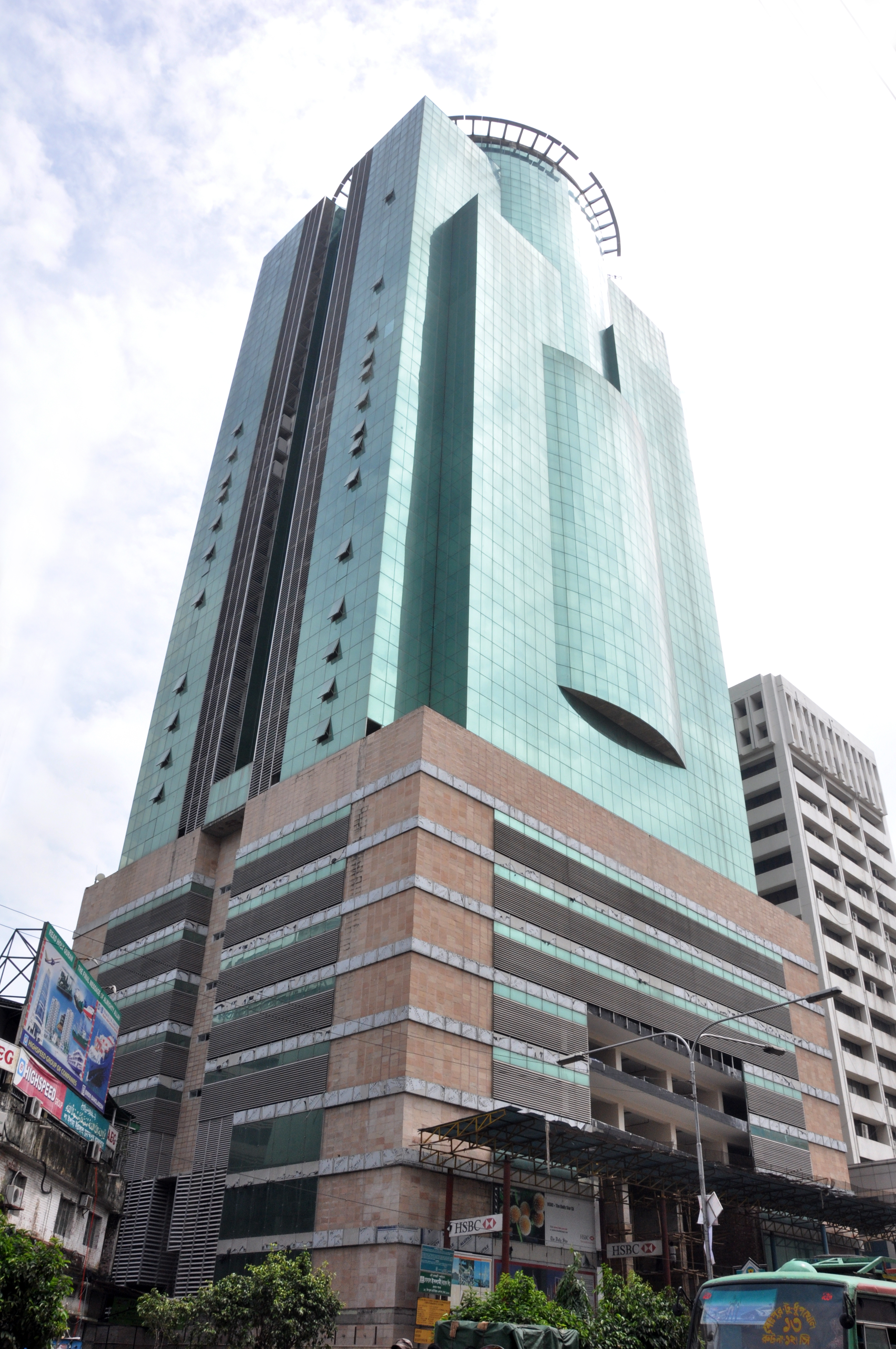
City Centre Bangladés
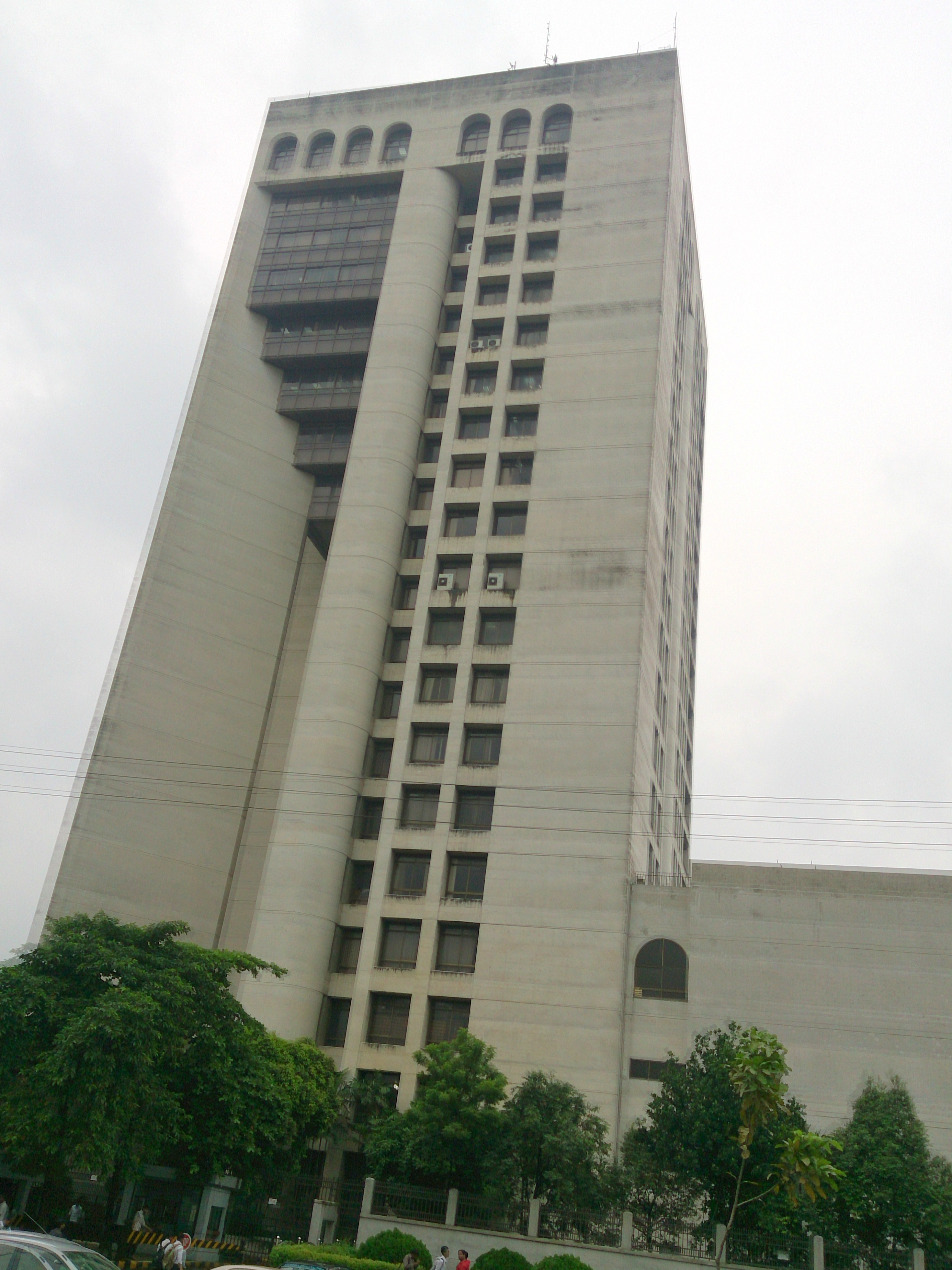
Banco de Desarrollo Islámico (y BCS Computer City), Agargaon, Sher-e-Bangla Nagor, Daca
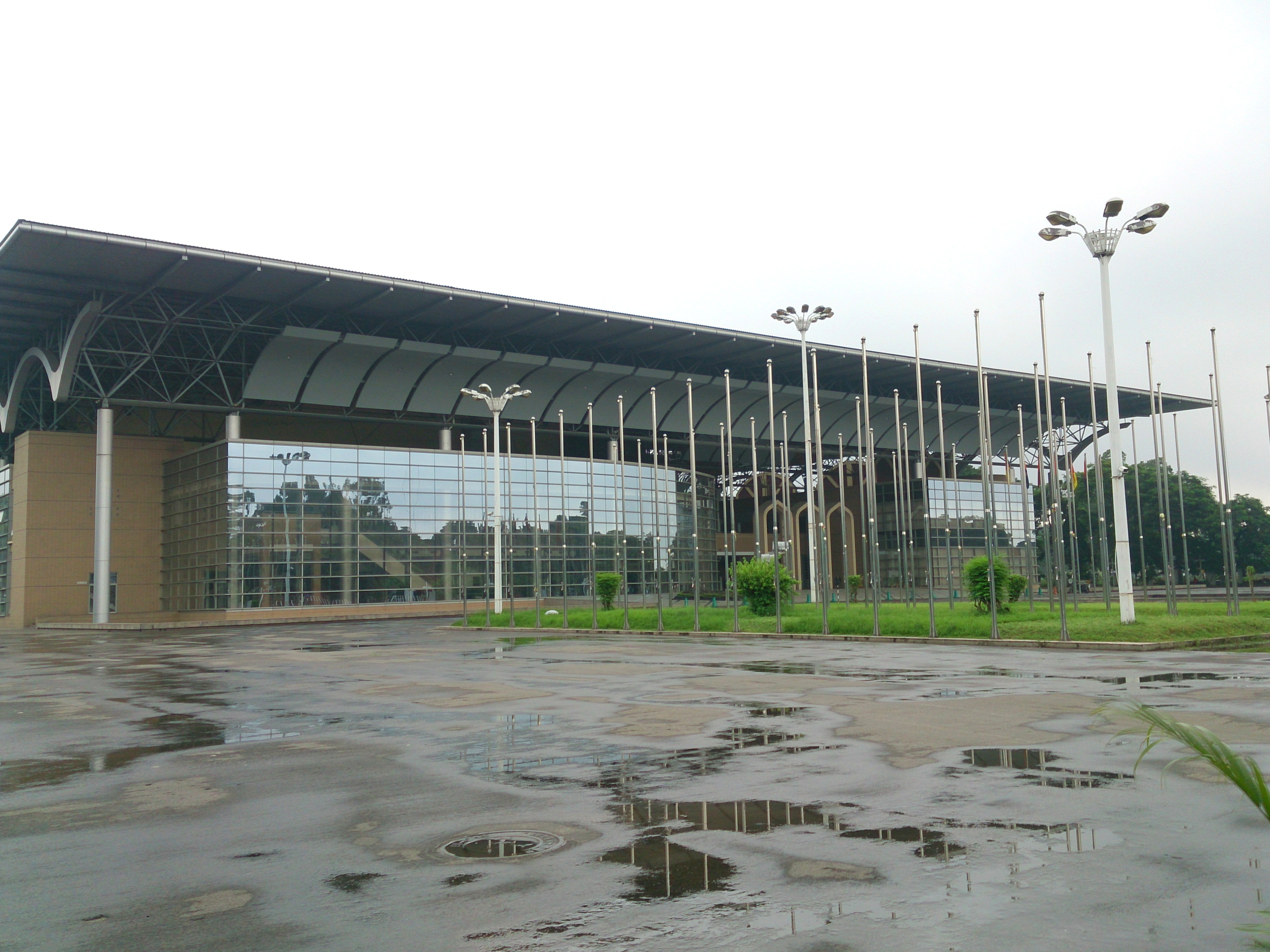
Centro Internacional de Conferencias Bangabandhu, Daca